# Áreas protegidas de Letonia

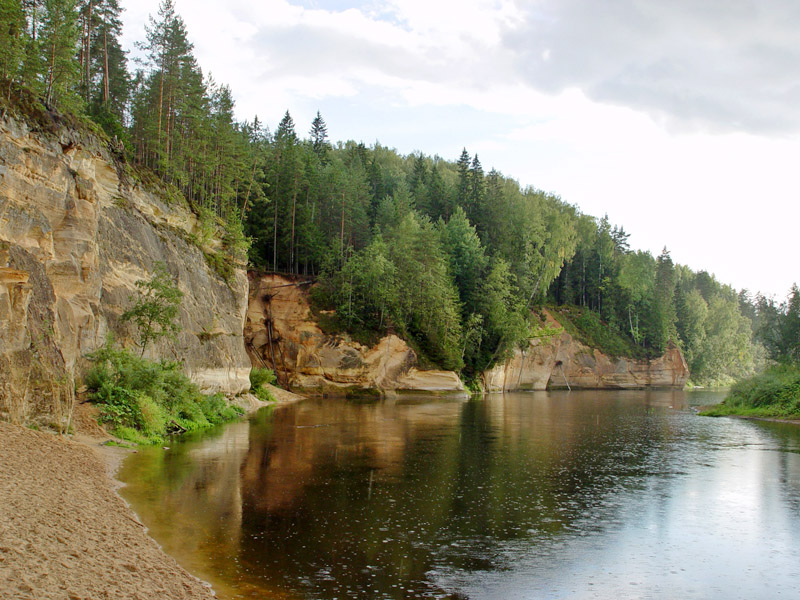
Parque nacional de Gauja

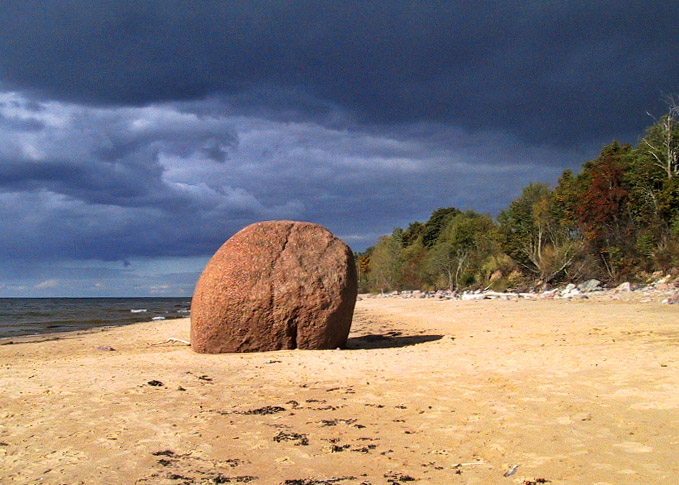
Piedra de Lauci en la playa de Vidzeme, en la Reserva de la biosfera de Vidzeme Norte.

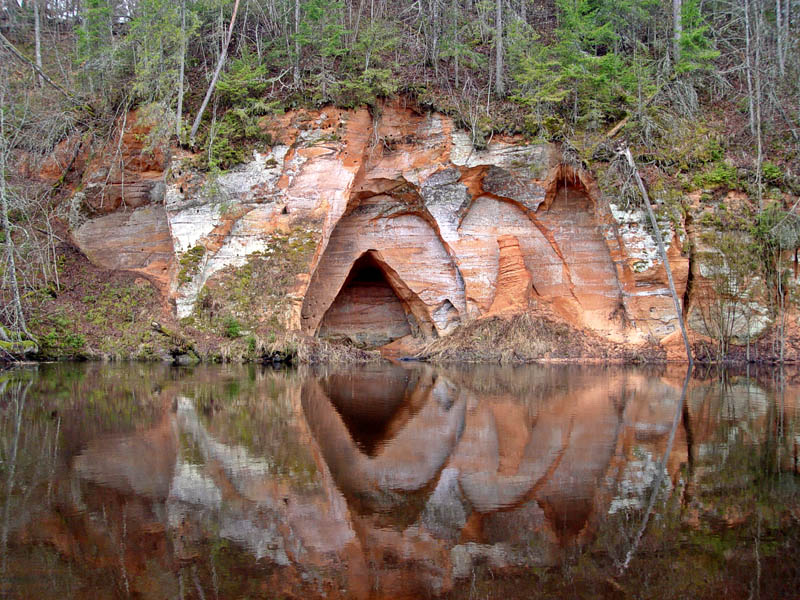
Gruta de Engeli en el río Salaca, en la Reserva de la biosfera de Vidzeme

Según la IUCN, en Letonia hay 1121 zonas protegidas que cubren 11.735 km², el 18,19 % el territorio (64.502 km²), además de 4632 km² de áreas marinas, el 16.04 % del área perteneciente al país (28.880 km²). De estas, 4 son parques nacionales, 324 son monumentos naturales, 262 son reservas naturales, 42 son parques naturales, 4 son reservas naturales estrictas, 3 son reservas de la biosfera, 10 son áreas paisajísticas protegidas, 25 son microreservas y 7 son áreas marinas protegidas. De forma regional, hay 98 áreas de protección especial de aves, 7 áreas protegidas en el mar Báltico y 329 sitios de importancia comunitaria. Además, hay 1 reserva de la biosfera de la Unesco y 6 sitios Ramsar.

## Parques nacionales
- Parque nacional de Gauja, 917 km²
- Parque nacional de Rāzna, 596 km²
- Parque nacional de Kemeri, 382 km²
- Parque nacional de Slītere, 265 km²

## Reservas de la biosfera

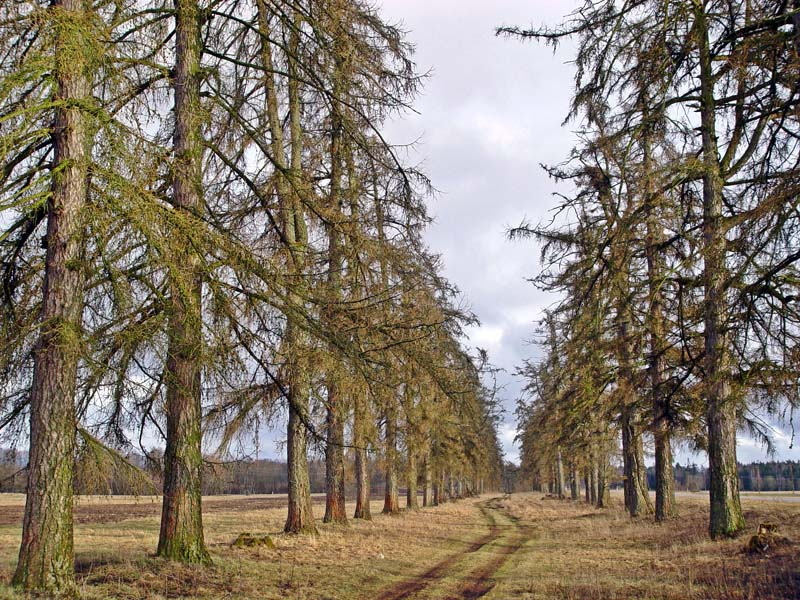
Camino de alerces en la Reserva de la biosfera de la Unesco de Vidzeme Norte.

- Reserva de la biosfera de la Unesco de Vidzeme Norte (Ziemeļvidzemes), 4755 km². Comprende 53 km de la costa del golfo de Riga y por el norte la frontera con Estonia. Hay tres ríos destacables, el Salace, el Svetupe y el Vitrupe, y al menos 6 lagos de más de 3 ha, así como colinas y llanuras de origen morfología glaciar. La costa consiste en playas arenosas, praderas costeras y roca desnuda. Hay turberas elevadas, restos del bosque primigenio y salmones en los ríos.[2]

- Reserva de la biosfera de Ozolkalna Aleja, 2 ha. Se trata de una carretera rodeada de árboles, especialmente tilos y robles, unos 136, de los que 10 son de gran tamaño. También hay arces, fresnos, olmos y abedules. Hay un buen número de organismos en los que están huecos. Son apreciables la hormiga Lasius fuliginosus, el escarabajo Liocola marmorata y el hongo Bacidia rubella.[3]

## Reservas naturales estrictas

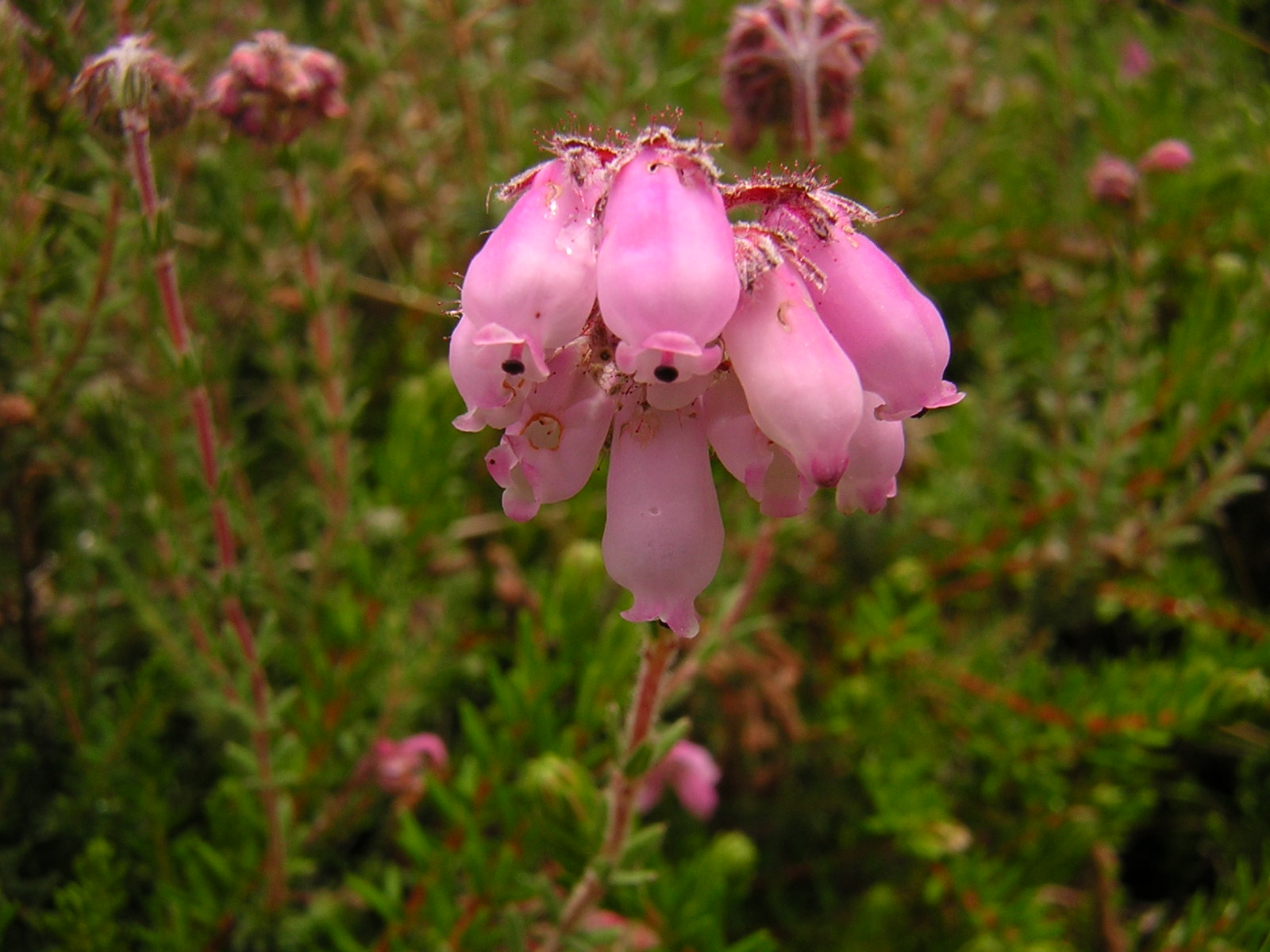
Brezo de turbera en la Reserva natural de Grīņu.

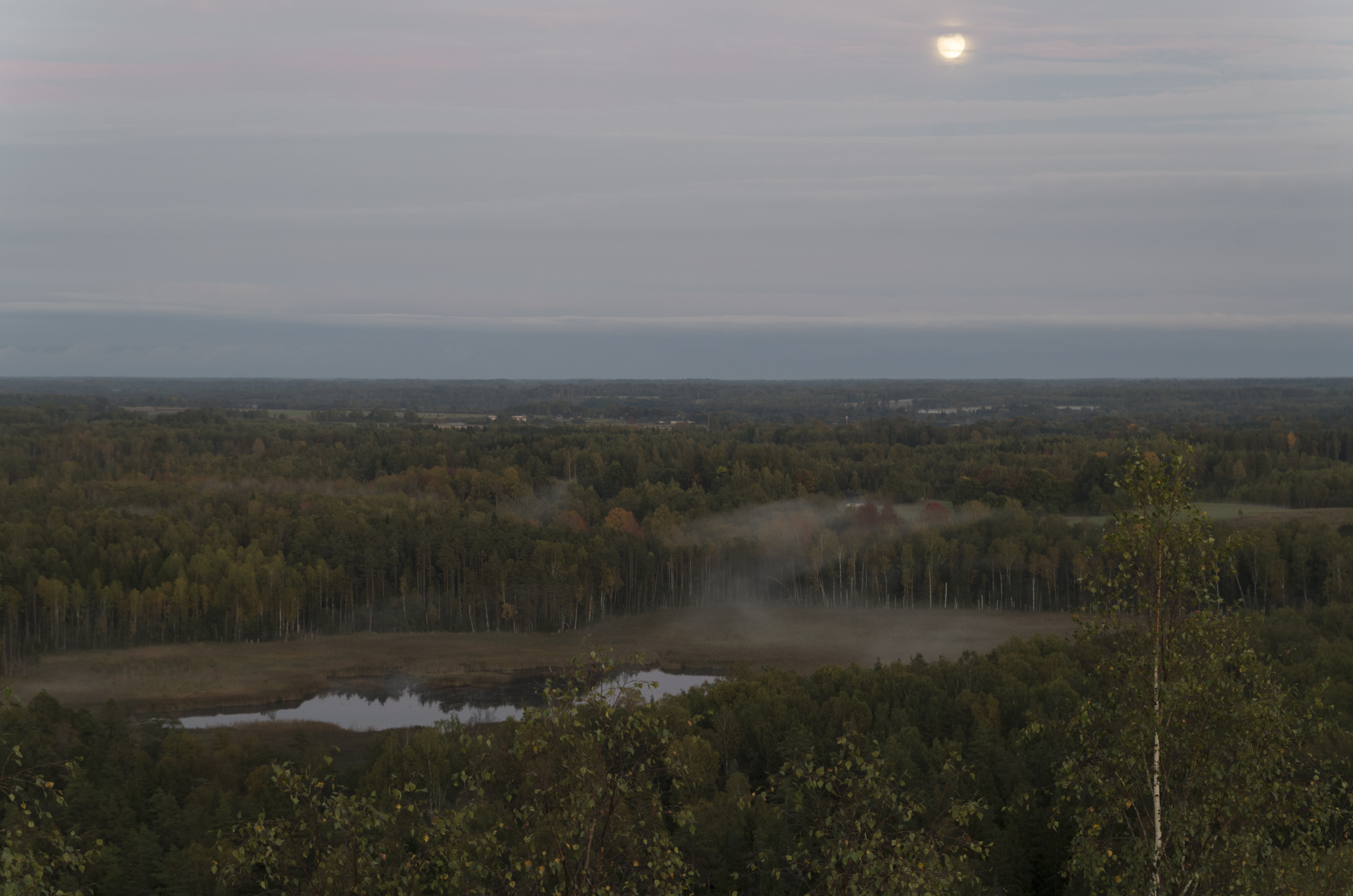
Reserva natural de Krustkalni

Son aquellas en las que no se permite ningún tipo de actividad humana, salvo las de carácter científico.
- Reserva natural de Krustkalni, 29,8 km², 56°46′00″N 26°09′00″E. Al este de Letoni, en la región de Latgale. Creada para proteger un paisaje de coníferas y prados, así como manantiales que forman pequeños pantanos y lagos. Las aguas aportan caliza a los suelos y las plantas son calcícolas, algo que es más normal al oeste del país. En las zonas altas el bosque es de roble, chopo y abeto. A pie de las colinas, en el sotobosque se encuentra aleluya. En las zonas carbonatadas por las fuentes la vegetación es mucho más variada.

- Reserva natural de Grīņu, 15,05 km², 56°48′10″N 21°12′18″E. En el extremo occidental de Letonia. Creada para proteger el brezo de turbera, así como un biotopo especial llamado grīnis localmente. También hay retazos de mirto de Brabante, arbusto con el que se prepara el bálsamo Negro de Riga, una bebida alcohólica local. La reserva se encuentra a unos 10 km de la costa báltica, a una altitud de entre 8 y 12 m. Hay dos pequeños ríos y el suelo está formado por arenas finas encima de los restos de morrena de la era glaciar.[4]

- Reserva natural de Moricsala, 815 ha, 57°11′35″N 22°07′47″E. En el oeste de Letonia (Curlandia), sobre dos islas en el lago Usma. Consiste en un bosque mixto boreal y un bosque primario de robles, así como pantanos. Creada en 1922, no se permite la entrada. Alberga especies raras de musgos, líquenes e insectos, así como 222 especies de mariposas.

- Reserva natural de Teiči, 198 km², 56°36′09″N 26°29′55″E. En el este del país. Creada para proteger el pantano de Teiči, uno de los más grandes de Letonia. Solo el pantano, con un conjunto de 18 pequeños lagos, ya tiene 137 km². El bosque ocupa 3729 ha (37,3 km²). Hay 38 especies de plantas protegidas y helechos y 24 especies de musgo. En el humedal, que también es sitio Ramsar, hay gansos y grullas.[5]

## Sitios Ramsar

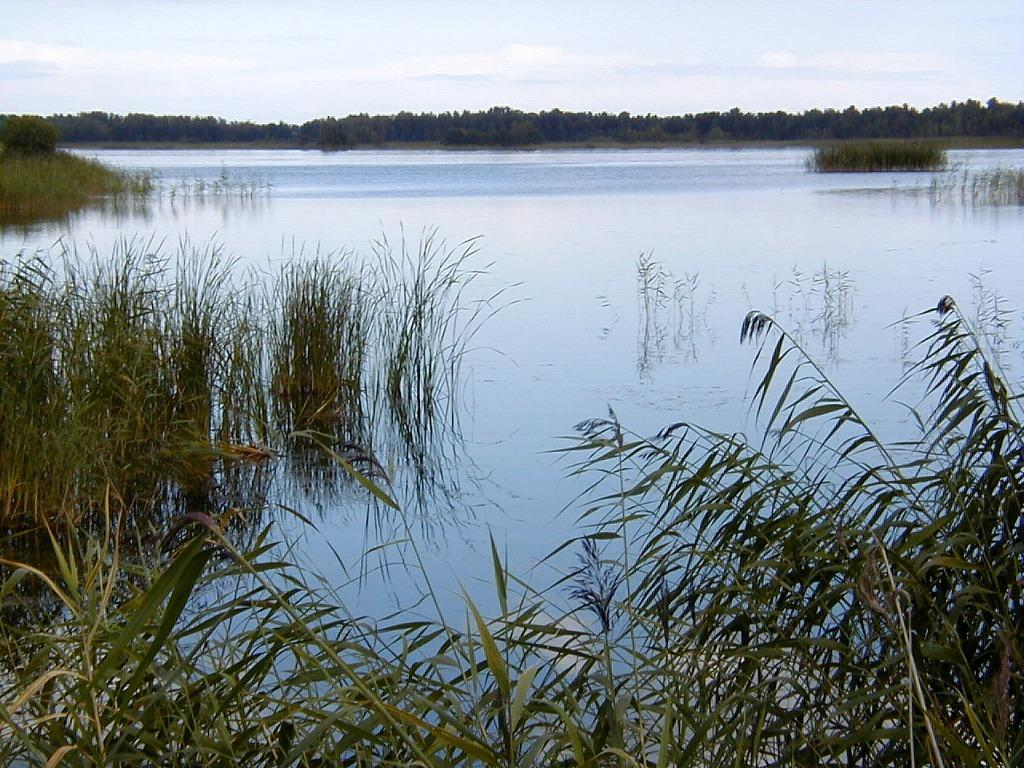
Lago Kanieris

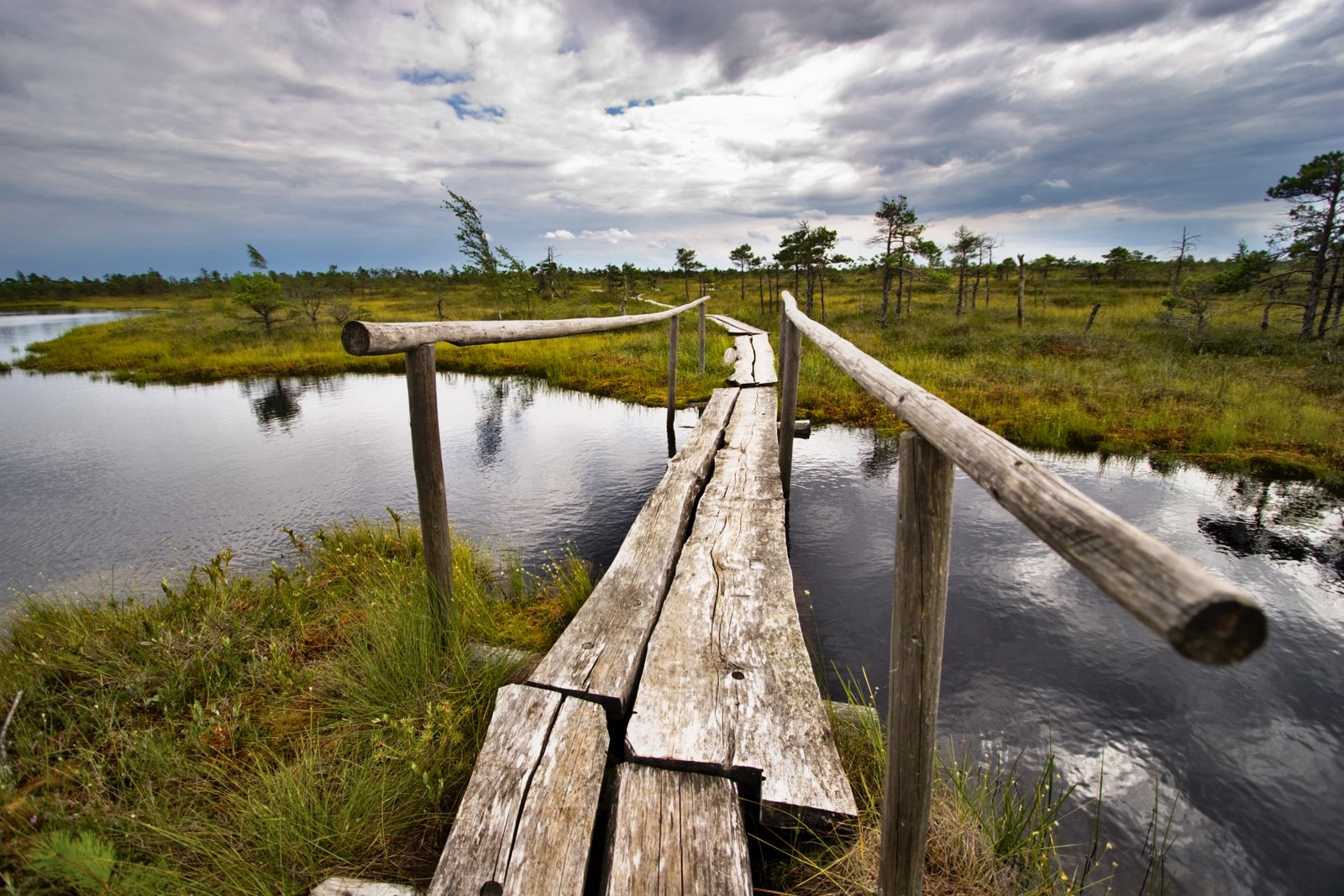
Ciénagas en Kanieris

En Letonia hay 6 sitios Ramsar que cubren una extensión de 150.318 ha.
- Lago Engure, 197 km², 57° 15′ 35″ N 23° 8′ 44″ E. En Tukums, junto al Báltico. Lago costero poco profundo con helechos, bosque mixto y de pinos, y marismas salobres. Hay águilas y el guion de codornices, entre otras aves.

- Lago Kanieris, 20 km², 57° 0′ 22″ N 23° 27′ 03″ E. Forma parte del Parque nacional de Kemeri, pero solo cubre el lago y el delta del río Slocene con sus pantanos y varias islas, juncales y los bosques que rodean el lago por el oeste. En la región de Tukums. La vegetación flotante comparte el lago con carrizales de Phragmitetum, Typhetum angustifoliae y Cladietum marisci, así como con prados, helechos y bosques inundables. Entre las plantas raras, la orquídea Liparis loeselii. Abundan las aves, se practica la pesca y la agricultura intensiva del entorno amenaza la limpieza de las aguas.[7]

- Complejo de humedales del lago Lubāns, 480 km², 56° 48′ 55″ N 26° 54′ 36″ E. Reserva natural. El mayor humedal de Letonia, con un lago poco profundo de agua dulce, siete pantanos, pastizales inundados, estanques de peces y bosques húmedos. Durante la migración, alberga más de 26.000 aves acuáticas, especialmente cisne chico, cisne cantor y ánade rabudo, además de otras especies protegidas como el pigargo europeo, el águila moteada, la agachadiza real, el guion de codornices y mamíferos como el castor, la nutria, el lobo, el oso y el lince.[8]

- Pantanos del Norte (Ziemelu purvi), 53,2 km², 57° 58′ 15″ N 24° 51′ 30″ E. Reserva de la biosfera. Dos grandes pantanos que están separados por la frontera de Estonia. Junto con el sitio Ramsar de Sookuninga, y la Reserva natural de Nigula, ambos sitios Ramsar en Estonia, forma una de las zonas más extensas de humedales de los países bálticos. Alberga una gran cantidad de aves acuáticas, entre ellas unos diez mil ánsares campestres y ánsares careto. También hay aguilucho cenizo, Falco columbianus, grulla común y combatiente. En la zona se practica la pesca y la recogida de bayas.[9]

- Complejo de humedales de Pape, 517 km², 56° 9′ 59″ N 20° 55′ 04″ E. Parque natural y zona importante para las aves en la frontera con Lituania. Hay una laguna costera, dunas, pantanos elevados, lagos eutróficos y mesotróficos. La estrecha franja costera es un cuello de botella para las aves migratorias, como el ánsar campestre. Alberga también miles de murciélagos, especialmente el murciélago lagunero, linces, castores, nutrias y lampreas. Los alrededores se usan como pastos para el caballo konik.[10]

- Pantanos de Teici y Pelecare, 235,6 km², 56° 35′ 54″ N 26° 29′ 27″ E. Está formado por un 60% de fangos, un 10% de bosques en turberas, un 19% de lagos pantanosos y un 5% de pantanos. En las regiones de Madona, Jekabpils y Preili. Está rodeado por zonas de agricultura intensiva.[11]

## Áreas marinas protegidas
- Nida-Perkone, 367 km²

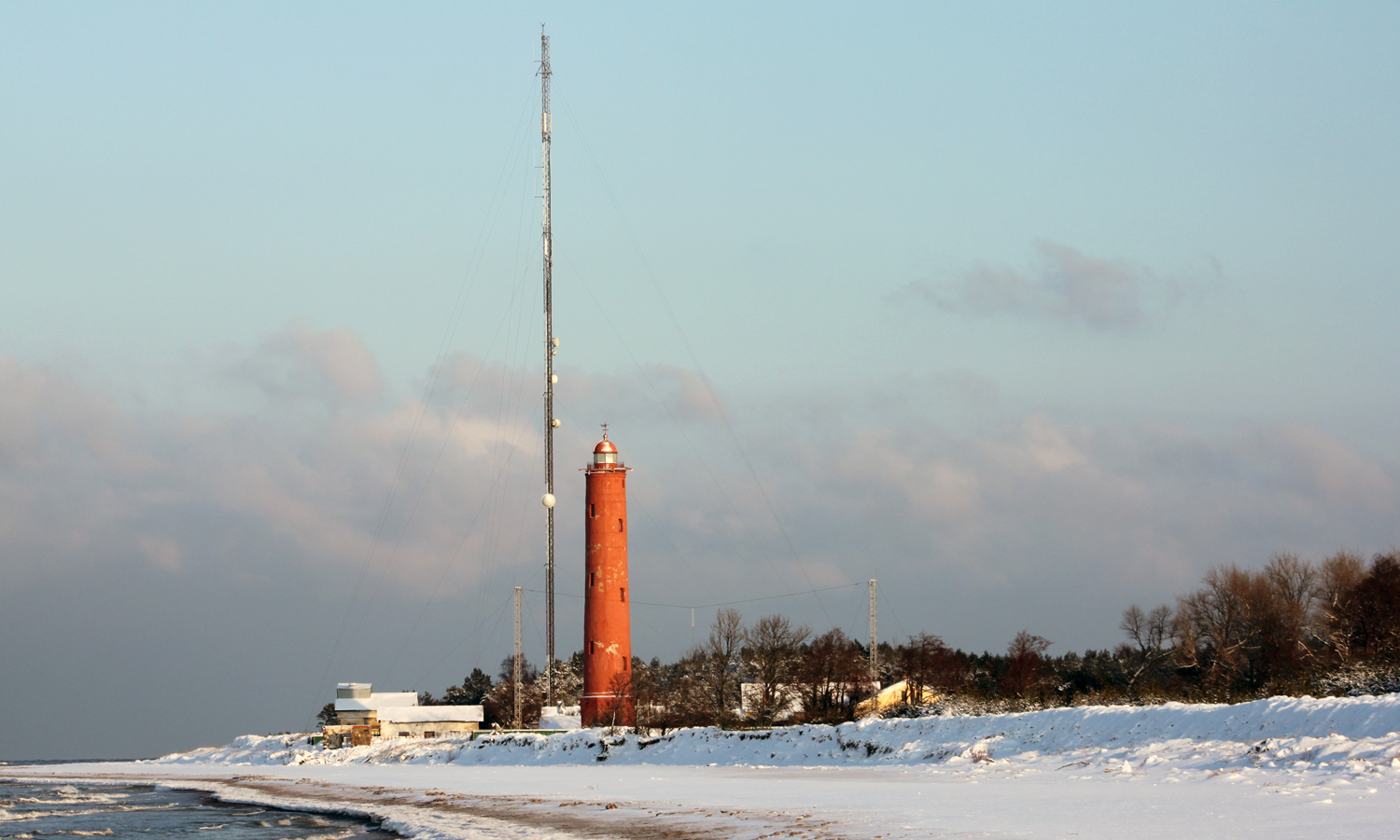
Faro de Akmensrags

- Akmensrags, 258 km². Forma parte de la Reserva natural de Ziemupe, en una zona costera de gran importancia para las aves que llega hasta Riga. En 2010 se estableció la zona protegida de Akmensrags para proteger los arrecifes y el hábitat submarino. Destaca el faro del mismo nombre en la costa del mar Báltico, a 10 km al sur de Pāvilosta, construido en 1884.

- Irbes Šaurums o estrecho de Irve, 1724 km². Se trata de un estrecho entre Letonia y Estonia que separa la península de Kurxeme, al sur, de la península de Saaremaa Serve en el norte, y conecta el mar Báltico con el golfo de Riga. Tiene unos 29 km de anchura y unos 60 km de longitud entre Ovišorag y Kolkasrags. Su profundidad media es de 10-20 m y posee una intensa navegación.

- Rīgas Līča Rietumu Piekraste o Costa oeste del golfo de Riga, 1322 km²

- Selga Uz Rietumiem No Tūjas, 586 km²

- Vitrupe-Tūja, 36 km². Pertenece a la Reserva de la biosfera de Vidzeme Norte, en la parte oriental del golfo de Riga, frente a los condados de Limbaži y Salacgrīva. Creada para la protección de arrecifes y hábitats submarinos.

- Ainazi-Salacgriva, 71,3 km²

## Áreas de protección paisajística
- Veclaicene, 208,5 km²
- Augšzeme, 208 km²
- Vestiena, 271 km²
- Augšdaugava, 521 km²
- Vecpiebalga, 89 km²
- Nīcgales Meži, 9,15 km²
- Ziemeļgauja, 217,5 km²
- Ādaži, 101 km²
- Kaučers, 28 km²
- Lubānas-Meirānu Aleja, 19 ha.